# Kamisama (manga)
Pour les articles homonymes, voir Kami-sama.
Kamisama (カミサマ) est un kodomo manga en couleur de Keisuke Kotobuki édité en France par Ki-oon en trois tomes sortis entre septembre 2006 et mars 2010.

## Synopsis
Une lycéenne du nom de Nanami se trouve sans domicile car son père la laisse criblée de dettes. Un jour, elle rencontre un curieux personnage dans un parc qui lui propose sa maison. N'ayant pas le choix, elle accepte, mais lorsque l'homme l'embrasse sur le front, elle se retrouve embarquée dans une histoire fantastique ou se mêlent magie, démons et dieux.

## Manga
La série est publiée au Japon au format numérique. La version française est éditée par Ki-oon en trois tomes sortis entre septembre 2006 et mars 2010, dans le sens de lecture occidental spécialement adapté par l'auteur. Une nouvelle édition en format plus compact est éditée à partir du 27 novembre 2014 dans la collection « Kids ».

### Liste des volumes
| no                                                                                     | Japonais         | Japonais | Français          | Français          |
| no                                                                                     | Date de sortie   | ISBN     | Date de sortie    | ISBN              |
| -------------------------------------------------------------------------------------- | ---------------- | -------- | ----------------- | ----------------- |
| 1                                                                                      | 30 décembre 2002 |          | 28 septembre 2006 | 2-915513-27-9     |
| Titre du volume : La Mélodie du vent (ルーシーは猫の中, Rūshī wa neko no naka)         |                  |          |                   |                   |
| 2                                                                                      | 30 décembre 2003 |          | 22 mars 2007      | 978-2-915513-52-3 |
| Titre du volume : Les Contes de la colline (カミサマの丘, Kamisama no oka)             |                  |          |                   |                   |
| 3                                                                                      | 17 août 2008     |          | 25 mars 2010      | 978-2-35592-138-4 |
| Titre du volume : Au bout du chemin (みやこ -しましま終-, Miyako - shimashi ma tsui -) |                  |          |                   |                   |

## Analyse
Le manga est composé d'histoires courtes portant sur le folklore japonais. ActuaLitté considère que « l'esprit des traditions japonaises transparaît dans chaque volume de Kamisama. Les valeurs et l'attachement de ce peuple à la nature sont parfaitement bien représentés et Kotobuki dépeint avec une sobriété pleine d'esthétisme l'imaginaire nippon. On pourrait presque dire que le mangaka travaille comme un peintre... ».

### Édition japonaise
1. ↑  (ja) « Tome 1 »
2. ↑  (ja) « Tome 2 »
3. ↑  (ja) « Tome 3 »

### Édition française
Ki-oon
1. 1 2  (fr) « Tome 1 »
2. 1 2  (fr) « Tome 2 »
3. 1 2  (fr) « Tome 3 »